# Bürgerentscheid in Sachsen 2022
Bürgerentscheide in Sachsen sind auf Gemeindeebene ein Recht kommunaler Mitbestimmung. Sie finden statt bei Gebietsveränderungen, wenn es fünf Prozent der Bürger fordern oder wenn es der Gemeinderat mit einer Mehrheit von zwei Dritteln seiner Mitglieder fordert. 2022 gab es in Sachsen mindestens einen Bürgerentscheid.

## Rechtslage
Wie in der Einleitung beschrieben, findet ein Bürgerentscheid bei Gemeindefusionen, Eingemeindungen oder ähnlichen Gebietsveränderungen obligatorisch statt. Zudem können fünf Prozent der Bürger der Gemeinde ein Bürgerbegehren an die Gemeinde richten, das Grundlage für den Bürgerentscheid ist. Zudem kann der Gemeinderat einen Bürgerentscheid beschließen. Gegenstand des Entscheidungsvorschlages dürfen alle Themen sein, die in die Zuständigkeit des Gemeinderats fallen, mit Ausnahme von Weisungsaufgaben, Fragen der inneren Organisation der Verwaltung, Haushaltssatzungen, Jahresabschlüssen, Regelungen der Sächsischen Gemeindeordnung oder gesetzeswidriger Ziele. Der Entscheidungsvorschlag muss mit „Ja“ oder „Nein“ zu beantworten sein und die Mehrheit der abgegebenen Stimmen erhalten um erfolgreich zu sein, jedoch nur, wenn mindestens 25 % der Stimmberechtigten zustimmen. In den kreisfreien Städten kann der Stadtrat durch die Festlegung der Hauptsatzung dieses Quorum auf bis zu 15 % senken. Ein erfolgreicher Bürgerentscheid kommt einem Gemeinderatsbeschluss gleich und kann innerhalb von drei Jahren nur durch neuerlichen Bürgerentscheid aufgehoben werden.

## Liste
Erfolgreich sind Bürgerentscheide dann, wenn sowohl die Spalte „JA“, als auch die Spalte „JA-Quorum“ grün markiert ist.
| Nr. | Gemeinde         | Datum         | Thema | Ergebnis         | Ergebnis          | Ergebnis        | Ergebnis | Ergebnis   | Ergebnis   | Ergebnis  | Erfolg     |
| Nr. | Gemeinde         | Datum         | Thema | Stimmberechtigte | ungültige Stimmen | gültige Stimmen | W.-bet.. | JA         | NEIN       | JA-Quorum | Erfolg     |
| --- | ---------------- | ------------- | --- | ---------------- | ----------------- | --------------- | -------- | ---------- | ---------- | --------- | ---------- |
| 1   | Ostrau           | 12. Juni 2022 | Sind Sie mit dem Entwurf der Vereinigungsvereinbarung der Gemeinden Ostrau und Zschaitz-Ottewig einverstanden? | 2.850            | 8                 | 1.260           | 44,2 %   | 997 79,1 % | 263 20,9 % | 713 Ja    | Angenommen |
| 1   | Zschaitz-Ottewig | 12. Juni 2022 | Sind Sie mit dem Entwurf der Vereinigungsvereinbarung der Gemeinden Ostrau und Zschaitz-Ottewig einverstanden? | 1.084            | 4                 | 561             | 51,8 %   | 498 88,7 % | 63 11,3 %  | 271 Ja    | Angenommen |

## Belege
1. ↑  REVOSax Landesrecht Sachsen - Sächsische Gemeindeordnung – SächsGemO. Abgerufen am 26. Dezember 2024.
2. ↑  REVOSax Landesrecht Sachsen - Sächsische Gemeindeordnung – SächsGemO. Abgerufen am 26. Dezember 2024.
3. ↑  Barbara Klepsch: Kleine Anfrage der Abgeordneten Antonia Mertsching (DIE LINKE). Drs.-Nr.: 7/13717. Sächsischer Landtag, 24. Juli 2023, abgerufen am 26. Dezember 2024.
4. ↑  Gemeinde Ostrau: Jahnataler Echo. 25. Mai 2022, abgerufen am 26. Dezember 2024.
5. ↑  Gemeinde Jahnatal - Bürgerentscheid ist geschafft - Aus zwei Puzzleteilen wird ein Großes. Abgerufen am 26. Dezember 2024.